# Más Chic
Más Chic es un canal de televisión por suscripción latinoamericano de origen argentino que opera para Latinoamérica y la comunidad hispana de Estados Unidos.
El canal nace como reemplazo del canal Casa Club TV, y mantiene los mismos contenidos de la señal anterior e incluye nuevos segmentos y programas dedicados a la mujer de hoy.

## Historia
Inició sus transmisiones el 1 de julio del 2015 reemplazando a su vez a Casa Club TV, por una decisión de AMC Networks International Latin America.
El contenido de dicho canal está dirigido a mujeres, amas de casa y personas que se profesionalizan en las decoraciones, la cocina e incluso el arte en el hogar. Surge como resultado del cambio de nombre de la señal anterior, Casa Club TV y Canal Ella, nombre que recibía en Estados Unidos y Puerto Rico.
El 4 de junio de 2018, el canal incluyó a su programación las series españolas que incluye la aclamada Acacias 38, dando así lugar a otro tipo de contenidos.
El canal estuvo emitiendo en Portugal en MEO hasta 2024.